# 中国人民解放军陆军合成第四十六旅
合成第四十六旅（英語：46th Combined Arms Brigade），又称“模范红五团”，是中国人民解放军陆军第七十九集团军下辖的一个中型合成旅，驻地辽宁省瓦房店市。

## 历史概述
该旅最早编制可追溯至1944年5月11日成立的冀鲁豫军区第八军分区。在教导教导三旅番号撤销后，其下属的第七团（前中国工农红军第一军团第二师第五团，“模范红五团”）也划归第八军分区建制。第八军分区后历经数次改革整編為第四十六師，“模範紅五團”也整編為第一三六團。
2017年编制改革，摩步第四十六師拆分出第一三九團與炮兵團成立輕型合成第四十七旅，餘部（第一三六團、裝甲團）整编为中型合成旅，为现有编制。

## 沿革
参考资料：
| 部隊番號                   | 使用時期                |
| -------------------------- | ----------------------- |
| 冀鲁豫军区第八军分区       | 1944年5月11日-1945年9月 |
| 晋冀鲁豫军区第一纵队第一旅 | 1945年9月-1949年2月     |
| 中国人民解放军第四十六师   | 1949年2月-1960年1月     |
| 陆军第四十六师             | 1960年1月-1985年9月     |
| 摩托化步兵第四十六师       | 1985年9月-2017年2月     |
| 合成第四十六旅             | 2017年2月至今           |

## 荣誉
- 模范红五团、红军团：前摩步第四十六师第一三六团，紅一軍團第二師第五團，现为本旅主体
- 平型关大战突袭连：前摩步第四十六师第一三六团九连，现为本旅合成三营九连
- 抗洪抢险英雄连：前摩步第四十六师第一三八团一连